# Ортис, Роберто Мария
Ха́йме Хера́рдо Робе́рто Марсели́но Мари́я Орти́с Лиса́рди (исп. Jaime Gerardo Roberto Marcelino María Ortiz Lizardi; 24 сентября 1886, Буэнос-Айрес — 15 июля 1942, Буэнос-Айрес) — аргентинский политик, президент Аргентины в 1938—1942 годах.

## Биография
Ортис родился в Буэнос-Айресе в семье иммигрантов из Испании. Отец, Фермин Мануэль Ортис, был родом из Салья, Бискайя; мать, Хосефе Лисарде, родом из Янси, Наварра. Как студент Университета Буэнос-Айреса Ортис участвовал в неудачной революции 1905 года. В 1909 он окончил университет и стал адвокатом. В 1912 году он вступил в брак с Марией Луисой Ирибарне (1887—1940), у них было три ребёнка: Мария Анхелика (1914), Роберто Фермин (1915) и Хорхе Луис (1918).
Ортис был активистом в Гражданском радикальном союзе и был избран в Национальный конгресс Аргентины в 1920 году. В Гражданском радикальном союзе он был оппонентом Ипполито Иригойена в связи с авторитарными позициями последнего. В 1925 году Ортис ушёл из Гражданского радикального союза, чтобы основывать вместе с другими радикалами Гражданский радикальный антисубъективный союз. В 1925—1928 годах он служил министром общественных работ при президенте Марсело Альвеаре. Ортис активно поддержал государственный переворот в сентябре 1930 г., направленный против президента Ипполита Иригойена. В 1931 году он способствовал формированию Конкорданса: коалиции Национал-демократической партии, Гражданского радикального антисубъективного союза и Независимой социалистической партии. Этот альянс был правящим в стране до 1943 года, а период его власти получил в Аргентине название «бесславная декада». Ортис служил министром финансов с 1935 г. до 1937 г. в правительстве генерала Агустина Хусто.
На президентских выборах 1937 года он был официальным правительственным кандидатом и победил, хотя оппозиция обвинила его в участии в мошенничестве, поскольку злоупотребления были широко распространены. Ортис никогда не отрицал эти обвинения, но как только он занял свой пост, он попытался сделать аргентинскую политику более открытой и действительно демократичной. Эта деятельность снискала ему широкую поддержку населения. Ортис был сторонником антигитлеровской коалиции, но из-за оппозиции в армии он не ломал отношения со странами «оси».
Вскоре после вступления на пост президента Аргентины Ортис тяжело заболел сахарным диабетом и в августе 1940 г. передал свои полномочия вице-президенту Рамону Касильо. Ортис ушёл в отставку 27 июня 1942 года за несколько недель до своей смерти. Новым президентом стал Рамон Кастильо.